# 朱塞佩·维奇诺
朱塞佩·维奇诺（義大利語：Giuseppe Vicino，1993年2月26日—），意大利男子赛艇运动员。他曾代表意大利参加2016年和2020年夏季奥林匹克运动会赛艇比赛，共获得二枚铜牌。